# Вильяльба, Луис Эктор
Луис Эктор Вильяльба (исп. Luis Héctor Villalba; род. 11 октября 1934, Буэнос-Айрес, Аргентина) — аргентинский кардинал. Титулярный епископ Офены и вспомогательный епископ Буэнос-Айреса с 20 сентября 1984 по 16 июля 1991. Епископ Сан-Мартина с 16 июля 1991 по 8 июля 1999. Архиепископ Тукумана с 8 июля 1999 по 10 июня 2011. Апостольский администратор епархии Сантьяго-дель-Эстеро с августа 2005 по май 2006. Кардинал-священник с титулом церкви Сан-Джироламо-а-Корвиале с 14 февраля 2015.